# M85重機槍

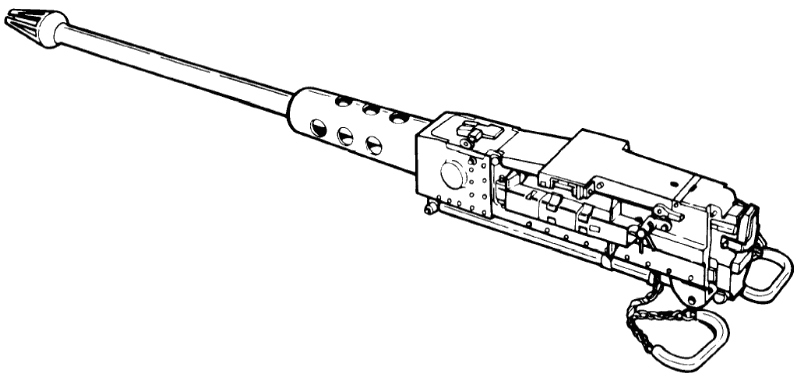
美國陸軍操作手冊封面上的M85。

M85重機槍是一款由美国AAI公司所研製、通用电气所生產，主要為了用於裝甲戰鬥車輛的砲塔以上的車載單管机枪。其研製的目的是藉更為緊湊和更輕便的武器以取代老舊的白朗寧M2重機槍，適合裝設於戰車內部使用，而非安裝在外部。它被安裝在M60「巴頓」主戰坦克系列（包括M728戰鬥工程車），以及LVTP-7兩棲装甲运兵车上使用。发射12.7×99毫米（.50 BMG）北約口徑制式步枪子彈。

## 設計及研發
M85是由AAI公司所研製、通用電氣所生產，其設計目的在於以更緊湊、更輕便、更強大的重機槍取代老舊的白朗寧M2重機槍。該武器於研製時還具有可選擇的高和低射速的功能以應對地面和空中目標，這功能亦是舊式白朗寧M2重機槍所沒有的。
M85是M60「巴頓」系列重型戰車的制式坦克機槍之一，而同時亦裝設在LVTP-7兩棲装甲运兵车以上使用。它是空氣冷卻、後座作用操作式重機槍，具有較短的機匣和快速更換式槍管，而且可以在改變配置以後從左或右側供彈。M85明顯地比M2輕便和細小，主要的考慮因素是預期它將會在裝甲車輛這些擁擠的室內環境中的作用。擊發和首發拉機是由拉動兩種顏色編碼的拉動鏈條之中其中一條（黑色用於首發拉機，而紅色用於擊發），或是藉由螺線管來實現。
M85使用M15壓入式弹链以供應彈藥，而非白朗寧M2和M3重機槍所使用的M2或M9拉出式弹鏈。但這樣設計造成與彈藥補給使用相關的問題，因為儘管兩種型號的重機槍所使用的可是相同的.50 BMG子彈，在陣前卻分別使用兩種不同的彈鏈來為兩種重機槍供應彈藥卻是不切實際的事。
在服役期間，M85被發現比白朗寧M2重機槍更不可靠和極其複雜。該武器並無安裝在M1「艾布拉姆斯」以上，而經改進的AAVP-7的M85亦被白朗寧M2所取代。生產商方面亦曾研製了M85的另一個版本以嘗試取代M2在步兵戰的用途，並且將該版本命名為M85C，除了設有標準型Ｄ型握把（又稱作雙鏟型握把），以及可以安裝在M3重型三腳架上。但與M85很像的是，M85C非常不可靠和不受歡迎，最終這款武器亦並無獲得採用。
M85也曾經獲英國測試，並命名為XL17E1和XL17E2。它們配備了專用槍管並評估作為測距機槍。但同樣地，該武器最終並無得標任何英國車輛採用的機會。

## 衍生型

### M85
- 基本武器，專為安裝在車輛砲塔以內

### M85C
- 靈活的步兵衍生型，配備瞄準具和Ｄ型握把

### XL17E1／XL17E2
- M85在英國測時的命名，配備了專用槍管並評估作為測距機槍

## 使用國
- 阿根廷
- 巴西
- 埃及
- 希腊
- 黎巴嫩
- 阿曼
- 葡萄牙
- 沙烏地阿拉伯：安裝於M60A3巴頓主戰坦克上。[3]
- 中華民國：安裝於M60A3巴頓主戰坦克上。[4]
- 泰國
- 美国
- 委內瑞拉
- 葉門

## 流行文化

### 動畫
- 2013年—《鲁邦三世VS名侦探柯南 THE MOVIE》：型號為M85C，裝上了機槍盾、Mk 19自動榴彈發射器的消焰器以及白朗寧M2重機槍的機匣與槍管，由日本自卫队所使用。

## 資料來源
1. ↑  Hunnicutt, p. 6, 408
2. ↑  Ezell, 1988. p. 391
3. ↑  .   [2016-02-22]. （原始内容存档于2017-03-06）.
4. ↑  .   [2016-02-22]. （原始内容存档于2016-03-12）.

## 外部連結
- （英文）—Modern Firearms－M85 tank machine gun （页面存档备份，存于）
- （英文）—TACOM-RI Historic US Small Arms
- （英文）—M85 at Gary's Olive Drab Page （页面存档备份，存于）
- （英文）—fas.org—M85 .50 Caliber machine gun （页面存档备份，存于）
- （英文）—GlobalSecurity.org－M85 .50 Caliber machine gun （页面存档备份，存于）
- （英文）—M85 .50 Caliber Fixed Machine Gun （页面存档备份，存于）
- （英文）—The Firearm Blog.com—The M73 Tank Gun （页面存档备份，存于）